# Przekształcenie ekwiafiniczne
Przekształcenie ekwiafiniczne – przekształcenie afiniczne, zachowujące pola figur na płaszczyznie, a objętości figur w przestrzeni.
Rodzaje przekształcenia ekwiafinicznego na płaszczyźnie:
- izometria
- symetria skośna
- obrót eliptyczny
- obrót hiperboliczny
- powinowactwo ścinające